# Josep Carles Vallejo Calderón
Josep Carles Vallejo Calderón ( Barcelona, 1950) más conocido como Carles Vallejo, es un líder histórico del sindicalismo catalán, defensor de los derechos sociales, las libertades civiles y políticas y la preservación y transmisión de la memoria histórica.
Nacido en el barrio de Poblenou, sus padres, Juan José Vallejo y Lola Calderón, para evitarle el adoctrinamiento de las enseñanzas franquistas, decidieron hacerlo estudiar en la Escuela Italiana de Barcelona. Desde muy joven se implicó en el escultismo y los movimientos asociativos. Cuando inició sus estudios superiores en la Escuela Industrial, formó parte del Sindicato Democrático de estudiantes y de las juventudes comunistas clandestinas. El conocer perfectamente la lengua italiana le permitió, en 1969, conseguir una plaza de traductor técnico en la factoría SEAT, donde participó en el movimiento obrero a través de las CCOO, de las que fue el responsable de organización, hasta su detención y despido en 1970.
Junto con Silvestre Gilaberte Herranz y Armando Rafael Varo González, pasó 20 días en la Comisaría de Via Layetana, donde fue interrogado y sometido a torturas. Trasladado a la Cárcel Modelo, permaneció allí seis meses, durante los cuales los presos políticos organizaron una huelga de hambre.
En junio de 1971 salió en libertad condicional y se incorporó a la campaña para la readmisión de los despedidos que culminó el 18 de octubre con el empleo de la factoría. Durante esos enfrentamientos el trabajador Antonio Ruiz Villalba fue asesinado por la policía. En noviembre de 1971 Vallejo volvió a ser detenido, pero provisionalmente liberado a causa de las movilizaciones Sin embargo, frente a la petición fiscal, por diversas causas, de 20 años de cárcel, la Comisión Obrera de la SEAT consideró más importante buscar la solidaridad internacional y lo envió al exilio.
En 1972 trabajó en la delegación exterior de CCOO en París, con Angel Rozas y Carlos Elvira. Más tarde se trasladó a Roma y entró en contacto con el ambiente antifranquista de la capital, frecuentando intelectuales como Rafael Alberti, María Teresa León y ex brigadistas internacionales como Vittorio Vidali. Finalmente se estableció en Milán, donde trabajó en la Cámara del Lavoro del sindicato CGIL y se convirtió en militante del Partido Comunista Italiano. En 1974 asistió, en la región de Piamonte, a la primera conferencia clandestina de empresas multinacionales italianas presentes en Cataluña, con la presencia de los sindicatos italianos CGIL, CISL y UIL y la representación de CCOO, UGT y USO.
Con la muerte de Franco y la amnistía parcial de 1976 Vallejo pudo regresar a Barcelona, pero se vio obligado a cumplir el servicio militar antes de ser readmitido en la SEAT. En 1978, con la legalización del PCE, se trasladó a Madrid donde ejerció de Secretario de Relaciones Internacionales y Automoción en el núcleo inicial de la Federación del metal de CCOO. En 1979 se instaló en Cornellà de Llobregat y fue elegido secretario general de CCOO de SEAT. En 1986 se incorporó al Comité Económico y Social Europeo, alternando la residencia entre Cornellà y Bruselas. En 1994, a petición de Frederic Prieto y Caballé, se presentó a las elecciones municipales de Cornellà con la candidatura de Iniciativa per Catalunya y ejerció de concejal durante un mandato. Más adelante, continuó trabajando en la SEAT y, desde el voluntariado, dedicó sus esfuerzos entre la Asociación Memorial de los trabajadores de Seat, de la que es presidente y que en 2010 fue galardonada con la Cruz de Sant Jordi, el Centro de Estudios Investigación e Inversiones al desarrollo de Cataluña y la Fundación Pau i Solidaritat.
Carles Vallejo es presidente del Consejo de participación del Memorial Democrático de Cataluña, presidente de la Asociación Catalana de Expresos Políticos del Franquismo y presidente de la FIR ( Federación Internacional de Luchadores de la Resistencia ). Participa activamente en actos y conferencias para la preservación y transmisión de la memoria histórica y la reparación de los daños a las víctimas.

## Reconocimientos
En 2018 recibió el Premio Memorial Lluís Companys, en 2019 la Medalla de Honor de Barcelona y en 2024 el Premio Especial Ciudad de Cornellà.